# Beiwei Daowudi
Beiwei Daowudi  (371-409), zijn persoonlijke naam was  Tuoba Gui, was de stichter van de Noordelijke Wei-dynastie en regeerde als keizer van 386 tot 409.

## Levensloop
Hij was een telg uit het Toba volk, dat heerste over de Dai, een voorloper van een van de Zestien Koninkrijken. In 376 werd de regio Dai ingepalmd door de Vroegere Qin. De Vroegere Qin werd op haar beurt verslagen door de Jin-dynastie in 383 tijdens de slag bij de rivier de Fei. Daowudi slaagde er in tijdens het tumult de staat Dai terug op de kaart te zetten en sloot zich aan bij de Latere Yan. Hij veranderde de naam van de staat in Wei en stichtte een nieuwe dynastie.  Na de moord op Yan keizer Murong Bao in 397 voelde Daowudi zich sterk genoeg, scheurde zijn land af en riep zichzelf uit tot keizer.
Keizer Daowu werd algemeen beschouwd als een briljante generaal, maar naar het einde van zijn regering werd hij wreed en willekeurig in zijn oordeel. In 409 werd hij door een van zijn zonen vermoord. Een andere zoon, Tuoba Si volgde hem op.